# منطقه اورقو
منطقه اورقو (به زبان اویغوری: ئورقۇ رايونى)(به چینی: 乌尔禾区، به پین‌یین: Wū'ěrhé Qū)(به مغولی: ᡇᠷᡍᡇ ᡐᡈᡅᠷᡈᡎ؛ Ürɣü toɣoriɣ) یک منطقهٔ شهری در چین است که در شهر در سطح ولایت قارامای واقع شده‌است.
منطقه شهری اورقودر فاصلهٔ ۱۰۰ کیلومتری شمال‌شرق منطقه قارامای قرار دارد.

## جمعیت
| ترکیب قومیتی منطقه اورقو | ترکیب قومیتی منطقه اورقو | ترکیب قومیتی منطقه اورقو | ترکیب قومیتی منطقه اورقو | ترکیب قومیتی منطقه اورقو |
| ------------------------ | ------------------------ | ------------------------ | ------------------------ | ------------------------ |
| قومیت                    | قومیت                    |                          | درصد                     | درصد                     |
| هان                      | هان                      |                          | ۵۲٫۵٪                    | ۵۲٫۵٪                    |
| مغول                     | مغول                     |                          | ۲۸٫۸٪                    | ۲۸٫۸٪                    |
| اویغور                   | اویغور                   |                          | ۱۶٫۰٪                    | ۱۶٫۰٪                    |
| قزاق                     | قزاق                     |                          | ۱٫۳٪                     | ۱٫۳٪                     |
| هوئی                     | هوئی                     |                          | ۱٫۲٪                     | ۱٫۲٪                     |
| شیبه                     | شیبه                     |                          | ۰٫۱٪                     | ۰٫۱٪                     |
| سایر                     | سایر                     |                          | ۰٫۱٪                     | ۰٫۱٪                     |
| منبع سرشماری جمعیت :     |                          |                          |                          |                          |